# Pippax opilionoides
Pippax opilionoides är en insektsart som beskrevs av Alexander Fyodorovich Emeljanov 2008. Pippax opilionoides ingår i släktet Pippax och familjen Dictyopharidae. Inga underarter finns listade i Catalogue of Life.